# Блумфилд (Ајова)
Блумфилд (енгл. Bloomfield) град је у америчкој савезној држави Ајова. По попису становништва из 2010. у њему је живело 2.640 становника.

## Демографија
Према попису становништва из 2010. у граду је живело 2.640 становника, што је 39 (1,5%) становника више него 2000. године.
| Група             | 2000.         | 2010.         |
| Белци             | 2.563 (98,5%) | 2.563 (97,1%) |
| Афроамериканци    | 3 (0,1%)      | 4 (0,2%)      |
| Азијати           | 5 (0,2%)      | 11 (0,4%)     |
| Хиспаноамериканци | 10 (0,4%)     | 40 (1,5%)     |
| Укупно            | 2.601         | 2.640         |